# Graphandra
Graphandra là chi thực vật có hoa trong họ Acanthaceae.